# زيلدا بوبكين
زيلدا بوبكين (بالإنجليزية: Zelda Popkin)‏ (و. 1898 – 1983 م) هي روائية، وصحفية، وكاتِبة أمريكية، ولدت في بروكلين، توفيت عن عمر يناهز 85 عاماً.

## التعليم
تعلمت في جامعة كولومبيا
.

## وصلات خارجية
- زيلدا بوبكين على موقع IMDb (الإنجليزية)

- زيلدا بوبكين في قاعدة بيانات الأفلام على الإنترنت